# Tonsillitis
Als Tonsillitis, Angina tonsillaris oder Mandelentzündung bezeichnet man eine schmerzhafte Entzündung der Tonsillen. In der Praxis ist der Begriff für die Entzündung der Gaumenmandeln (Tonsilla palatina) reserviert. Die Erkrankung ist ansteckend und kann durch Tröpfcheninfektion übertragen werden. Eine akute Streptokokken-Tonsillitis ist 24 Stunden nach Beginn der Antibiotikatherapie nicht mehr ansteckend. Die Inkubationszeit beträgt ein bis drei Tage. Die Tonsillitis gehört zu den 20 häufigsten Beratungsanlässen in allgemeinmedizinischen Praxen. Gelegentlich greift die Entzündung auf das die Mandeln umgebende Gewebe (Peritonsillitis) oder auf den Rachen (Pharyngotonsillitis) über.

## Einteilung

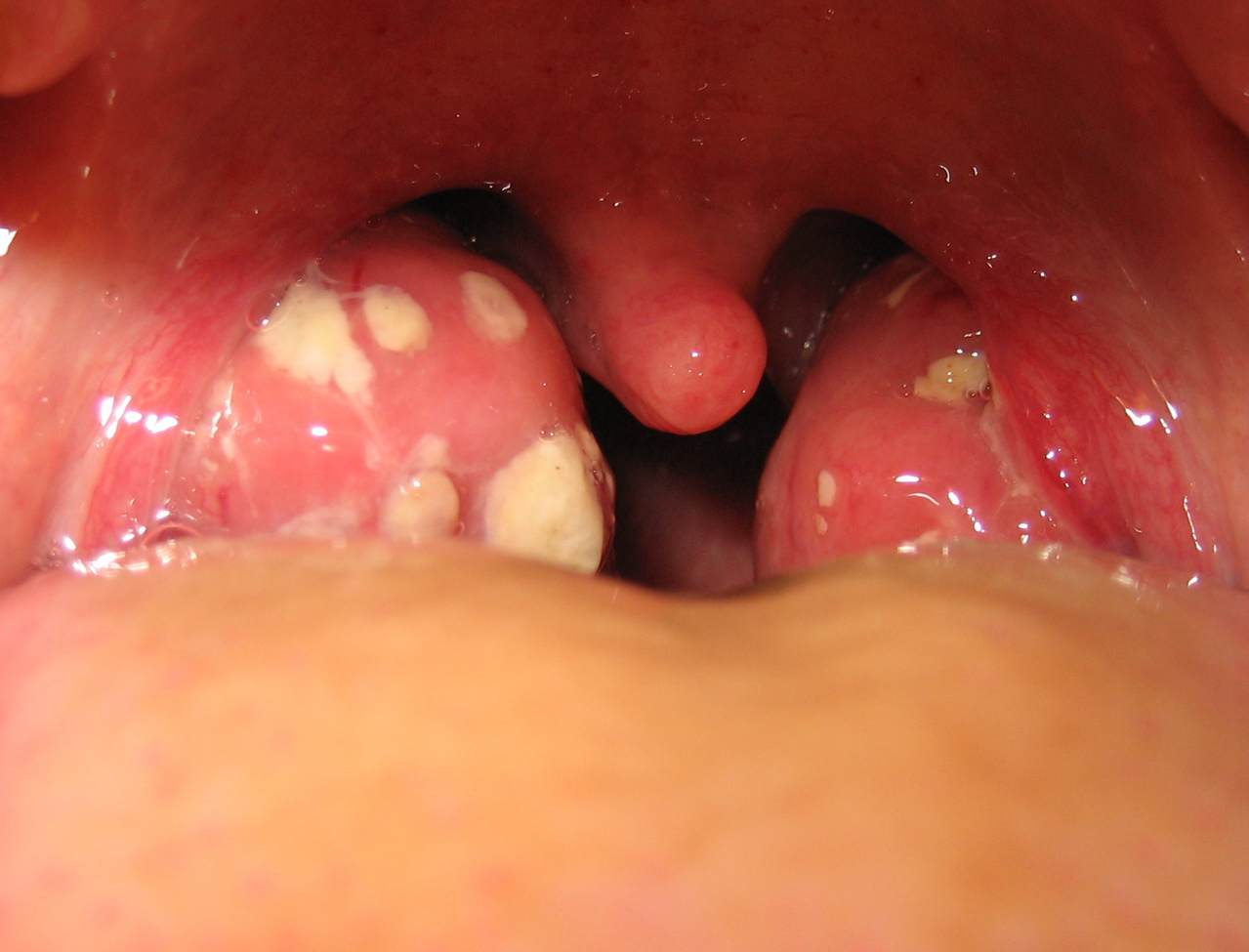
Lakunäre Angina

Nach dem zeitlichen Verlauf unterscheidet man die akute (Tonsillitis acuta), die chronische (Tonsillitis chronica) und wiederkehrende (rezidivierende) Tonsillitis. Ist nur eine Seite betroffen, spricht man von einer unilateralen, sind beide Seiten betroffen, von einer bilateralen Tonsillitis.
Nach dem klinischen Aspekt werden unterschieden:
- katarrhalische Angina (Angina catarrhalis): Rötung und Schwellung der Tonsillen
- follikuläre Angina (Angina follicularis): fibrinöse Beläge (Stippchen) auf den Krypten der Tonsillen
- lakunäre Angina (Angina lacunaris): Rötung und zusammenfließende (konfluierende) fibrinöse Beläge

Weitere Formen sind bzw. waren Angina diphtherica (Halsbräune), Angina lympho-monocytaria (Monozytenangina als Begleitangina beim Pfeiffer-Drüsenfieber), Angina Plaut-Vincent, Angina herpetica (Herpesangina), Peritonsillarabszess, Angina syphilitica und Angina agranulocytotica.

## Ursachen (Ätiologie)
Die akute Tonsillitis wird meistens (70–95 % der Fälle) durch Viren, weniger häufig durch Bakterien ausgelöst. Die typischen Erreger bei bakteriellen Auslösern sind beta-hämolysierende Streptokokken der Lancefield-Gruppe A (v. a. Streptococcus pyogenes). Daneben spielen seltener Pneumokokken, Staphylokokken, Haemophilus influenzae, Branhamella catarrhalis, Chlamydophila pneumoniae und Neisseria gonorrhoeae eine Rolle. Viele dieser Keime gehören zur residenten Mundflora. Die Infektion wird jedoch meist durch neue Serotypen der Erreger ausgelöst, gegen die keine Immunität besteht. Als zusätzliche Faktoren können ein geschwächter Allgemeinzustand oder eine Immunschwäche hinzutreten.

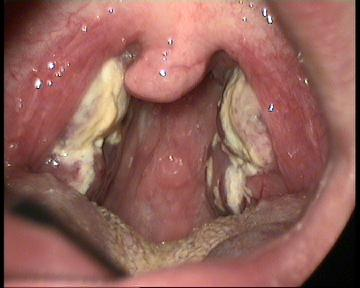
Pfeiffer-Drüsenfieber

Von den viralen Mandelentzündungen zeigt das durch das Epstein-Barr-Virus verursachte Pfeiffer-Drüsenfieber im Gegensatz zu den meisten viralen Tonsillitiden ausgeprägte Beläge.
Bei chronischer Tonsillitis liegt meist eine Mischinfektion mit anaeroben und aeroben Erregern vor.

## Symptome
Bei einer Tonsillitis kommt es zu Schluckbeschwerden infolge der Verengung der Rachenenge. Eine kloßige Sprache, Mundgeruch (Foetor ex ore) und ein bitterer Nachgeschmack nach dem Essen und Trinken sind typisch. Schleimhautulzerationen und Schwellung der Unterkieferlymphknoten sind möglich. Häufig treten auch Allgemeinsymptome wie Fieber, Kopfschmerzen und Abgeschlagenheit auf.
Bei einer Angina catarrhalis sind die Gaumenmandeln geschwollen und gerötet. Bei der Angina follicularis treten Fibrinbeläge (Stippchen) auf, bei der Angina lacunaris größere Fibrinflecken. Bei der Scharlach-Angina ist Ausschlag (Scarlatiniformes Exanthem) typisch. Bei chronischer Tonsillitis sammelt sich Detritus an den Mandeln.

## Diagnostik
Die Diagnose erfolgt in der Regel aus dem typischen klinischen Bild (Inspektion). Zum Abschätzen der Wahrscheinlichkeit einer Infektion mit beta-hämolysierenden Streptokokken können der Centor-Score (für Patienten >15 Jahre) oder McIsaac-Score (für Patienten <15 Jahre) berechnet werden. Zur Sicherung der Diagnose kann gegebenenfalls zusätzlich ein Streptokokken-Schnelltest durchgeführt sowie eine Bakterienkultur aus einem Rachenabstrich angelegt werden. Der Antikörper-Nachweis (Antistreptolysin-AK) zeigt erst nach Wochen einen Anstieg.

## Therapie
Die Therapie ist abhängig von der Ursache und vom Verlauf der Tonsillitis. In der Regel wird eine Kombination aus Lokal- und Allgemeinbehandlung eingesetzt.
Bei akuter Tonsillitis sind Rachenspülungen, Gurgeln mit Desinfizientien und Pinselungen mit Lugolscher Lösung wirksam. Gegen Schmerzen können Schleimhautanästhetika und Analgetika eingesetzt werden. Unterstützend können Halswickel Anwendung finden. Bei bakteriell-eitriger Tonsillitis sind Antibiotika nur angezeigt, wenn bestimmte Bakterien, vor allem A-Streptokokken, als Erreger nachgewiesen oder dringend verdächtig sind, da ansonsten deren Nachteile überwiegen. Ungerechtfertigte Antibiotikatherapie bei Halsschmerzen ist eine der Ursachen für Antibiotikaresistenz. Penicillin V ist Mittel der ersten Wahl; bei Penicillinunverträglichkeit werden Cephalosporine der zweiten Generation oder ein Makrolidantibiotikum wie Clarithromycin gegeben.
Bei wiederkehrender akuter Tonsillitis (mindestens drei Episoden in den letzten 12 Monaten) kann eine Mandelentfernung (Tonsillektomie) die Krankheitshäufigkeit verringern, jedoch wird das Risiko von Entzündungen im verbliebenen Mandelgewebe erhöht. Die Evidenz zur Wirksamkeit dieser operativen Behandlung wird als niedrig bis moderat eingeschätzt.

## Differentialdiagnostik
Differentialdiagnostisch sind andere bakterielle Erkrankungen mit Mandelbeteiligung wie Angina Plaut-Vincent (einseitige, nekrotisierende Tonsillitis), Diphtherie, Scharlach, ein syphilitischer Primäraffekt und Tuberkulose abzuklären.
Viruskrankheiten wie das Pfeiffer-Drüsenfieber (Mononucleosis infectiosa) und die Herpangina können sich ebenfalls an den Tonsillen manifestieren.
Von den nichtinfektiösen Erkrankungen können eine Agranulozytose sowie ein Tonsillenkarzinom für Veränderungen der Mandeln verantwortlich sein.

## Komplikationen
Bei einem Übergreifen einer bakteriellen Infektion auf benachbarte Abschnitte kann es zu einem Peritonsillarabszess, einem Retropharyngealabszess oder einer Halsphlegmone kommen. Letztere können durch Einbruch in die großen Halsvenen zu einer Jugularvenenthrombose führen.
Bei Abschwemmung von Krankheitserregern in die Blutbahn kommt es zu einer Sepsis und zu Entzündungen anderer Organe wie Herz (Endokarditis, Myokarditis, Perikarditis) oder Niere (postinfektiöse Glomerulonephritis). Als Folgeerscheinung nach einer Streptokokken-Tonsillitis kann rheumatisches Fieber auftreten. Diese Systemerkrankung mit Beteiligung von Haut, Herz, Gelenken und Gehirn ist jedoch als Folge des Antibiotikaeinsatzes in den Industrieländern sehr selten geworden.
Eine Tonsillitis kann als Streptokokkeninfektion eine Schuppenflechte (Psoriasis) auslösen, die auch erst nach Abklingen der Tonsillitis in Erscheinung treten kann.